# آندری گولابف
 آندری گولابف ([Андре́й Алекса́ндрович Го́лубев] Error: {{Lang}}: متن دارای نشانه‌گذاری ایتالیک است (راهنما)؛ زادهٔ ۲۲ ژوئیهٔ ۱۹۸۷) یک تنیس‌باز اهل قزاقستان است.